# Gaspar Milazzo
Gaspar Milazzo fue una importante figura del crimen organizado en Detroit, Míchigan, durante la Prohibición. Antes fue miembro de la pandilla basada en Brooklyn que luego sería conocida como la familia criminal Bonanno.

## Primeros años
Hijo de Vincenzo Milazzo y Camilla Pizzo, nació en Castellammare del Golfo, Sicilia. Emigró a los Estados Unidos en 1911 y se estableció en Brooklyn, Nueva York. A su llegada, se estableció rápidamente dentro de la comunidad siciliana de Brooklyn y el bajo mundo ítalo estadounidense. Su récord criminal contendría los alias Gaspar Sciblia y Gaspar Lombardo, siendo que Sciblia era el apellido de soltera de su esposa. El entonces poderoso jefe mafioso, Joe Bonanno escribió en su autobiografía de 1983, "Un hombre honor", que "Gaspar Milazzo y su primo Stefano Magaddino fueron hombres importantes en el "Clan Castellammarese" basado en Brooklyn.  

## Llegada a Detroit
Gaspar Milazzo empezó a trabajar con Salvatore Catalanotte y creó una cercana relación de trabajo y una alianza con el poderoso líder mafioso en los primeros años 1920. Hay reportes de conflictos del momento en que Milazzo llegó a Detroit, posiblemente haciendo paradas en otras ciudades con influencia del Clan Castellammarese como Filadelfia, Pittsburgh e incluso California donde podía buscar las oportunidades de negocio y criminales, pero se estableció en Detroit no antes de 1923. 
Luego de la muerte de Catalanotte en febrero de 1930, Milazzo siguió sienod un miembro de alto rango de la familia criminal de Detroit, aunque la verdadera fuerza de su poder se mantiene en debate. Algunos autores sobre crimen organizado señalan que Milazzo era el sucesor de Sam Catalanotte, pero si fue verdad tuvo un reinado muy corto. Se conoce que Milazzo era un asociado cercano a la East Side Gang liderada por Angelo Meli, William "Black Bill" Tocco y Joseph "Joe Uno" Zerilli quienes tomaron control y lideraron esa pandilla, los remanentes de la antigua pandilla Gianolla, pandilla Vitale-Bosco y eventualmente se convirtieron en los primeros tres líderes de la Detroit Partnership, también conocida como la Detroit Combination o la familia criminal Zerilli. Milazzo también tenía una cercana relación de trabajo con otras facciones que lideraban la máfia en Detroit incluyendo la pandilla Down River liderada por los hermanos Thomas "Yonnie" y Peter Licavoli y sus primos, los hermanos Joseph "Joe Misery" y Leo "Lips" Moceri, una de las más formidables facciones de la mafia dentro de Detroit cuyos miembros se convertirían en miembros de alto nivel de la Detroit Partnership. Estaba también la West Side Mob que era el remanente de la facción de Sam Catalanotte, el jefe del área de Wyandotte, Joseph "Joe the Beer Baron" Tocco, y la pandilla La Mare liderada por Chester "Big Chet" La Mare del área de Hamtramck.

## Asesinato
El bajo mundo ítalo estadounidense en Detroit había experimentado sus propias luchas sangrientas por el poder en la segunda mitad de los años 1910 y, con la muerte del principal jefe mafioso de la ciudad, Sam Catalanotte, a inicios de 1930, la mafia de la ciudad estaba otra vez experimentando agitación, rivalidad y conflicto. La tregua que Catalanotte había creado con la asistencia de Milazzo duró los últimos años y se aproximaban conflictos más volátiles y desquiciados que los que alguna vez despertó la violencia entre las pandillas de los lados este y oeste. 
El líder de la West Side Mob Chet La Mare había mandado decir a su similar de la East Side Mob Angelo Meli que quería sentarse a discutir los asuntos de la Mafia y terminar el conflicto pero Meli sabía que no era seguro encontrarse con La Mare. Meli pensó que como Gaspar Milazzo era una figura muy respetada dentro de la Mafia de Detroit y conocido por sus habilidades mediadoras podría enviarlo en su lugar y La Mare no lo tomaría como un insulto y entendería como es que Milazzo era visto como el único hombre capaz de zanjar las disputas. Milazzo aceptó. Lo que no sabía Milazzo era que el poderoso jefe de la Mafia neoyorquina, Joe Masseria, había empezado a apoyar a Chet La Mare en su intento por tomar el control de la ciudad lo que fue algo que no agradaría a Milazzo quien era un asociado cercano de Angelo Meli y sus dos manos derechas, Joe Zerilli y Bill Tocco. 
La reunión fue pactada en el Vernor Highway Fish Market en Detroit y el 31 de mayo de 1930, Gaspar "The Peacemaker" Milazzo y su chofer, Sam "Sasa" Parrino, fueron en representación de Angelo Meli. Milazzo y Parrino empezaron a almorzar mientras esperaban a La mare o a quien lo represente. Sin comentar nada, dos pistoleros aparecieron y dispararon una ráfaga que hirió a Milazzo en la cabeza y lo mató instantáneamente. Parrino recibió un disparo en el pecho, abdomen y brazo y murió al poco rato. Gaspar Milazzo murió a la edad de 43 años. Dejó a su esposa Rosario y cuatro hijos.

## Consecuencias
Las reacciones al asesinato de Gaspar Milazzo fueron de shock e ira, los hombres que estaban alineados con él como Meli, Tocco y Zerilli juraron venganza y se determinaron a eliminar a La Mare y sus asociados por tan vil ataque en un hombre que había sido un amigo para todos incluyendo a La Mare cuya seguridad en otros territorios mafiosos fuera de Detroit estaba asegurada por Gaspar Milazzo quien con sólo una llamada podía garantizarla. Algunos historiadores del crimen organizado y autores creen que Milazzo se había convertido en el más importante líder mafioso luego de la muerte de Catalanotte pero con su asesinato sólo 3 meses después, no hubo tiempo para que asumiera el poder que supuestamente le correspondía. Algunos especulan que Chet La Mare se convirtió en el jefe mafioso en Detroit, pero desde la muerte de Milazzo sus asociados más cercanos y partidarios iniciaron una ola de violencia sobre la facción de La Mare y la eliminaron en un año con más de 14 asesinatos. La Mare mismo sería traicionado y asesinado por sus propios hombres menos de un año después. Mientras algunos historiadores afirman que la muerte de Milazzo desató la sangrienta Guerra de Castellammarese en Nueva York entre Joe "The Boss" Masseria y asociado de Milazzo Salvatore Maranzano, otros cuestionan esto basado en el hecho de que el aliado de Maranzano Gaetano "Tommy" Reina fue asesinato en Nueva York por órdenes de Masseria tres meses antes que Milazzo. Igual este asesinato es ampliamente considerado como la primera gran guerra mafiosa a nivel nacional que duró de 1930 a 1931 siendo que Milazzo y Parrino fueron las primeras bajas de la guerra y que fue este gran insulto contra los Castellammarese que cementó su resolución y les motivó a ir a la guerra contra Joe the Boss.
En 1999, Milazzo fue interpretado por Ralph Santostephano en la película para televisión Bonanno: A Godfather's Story.